# Metalurgia

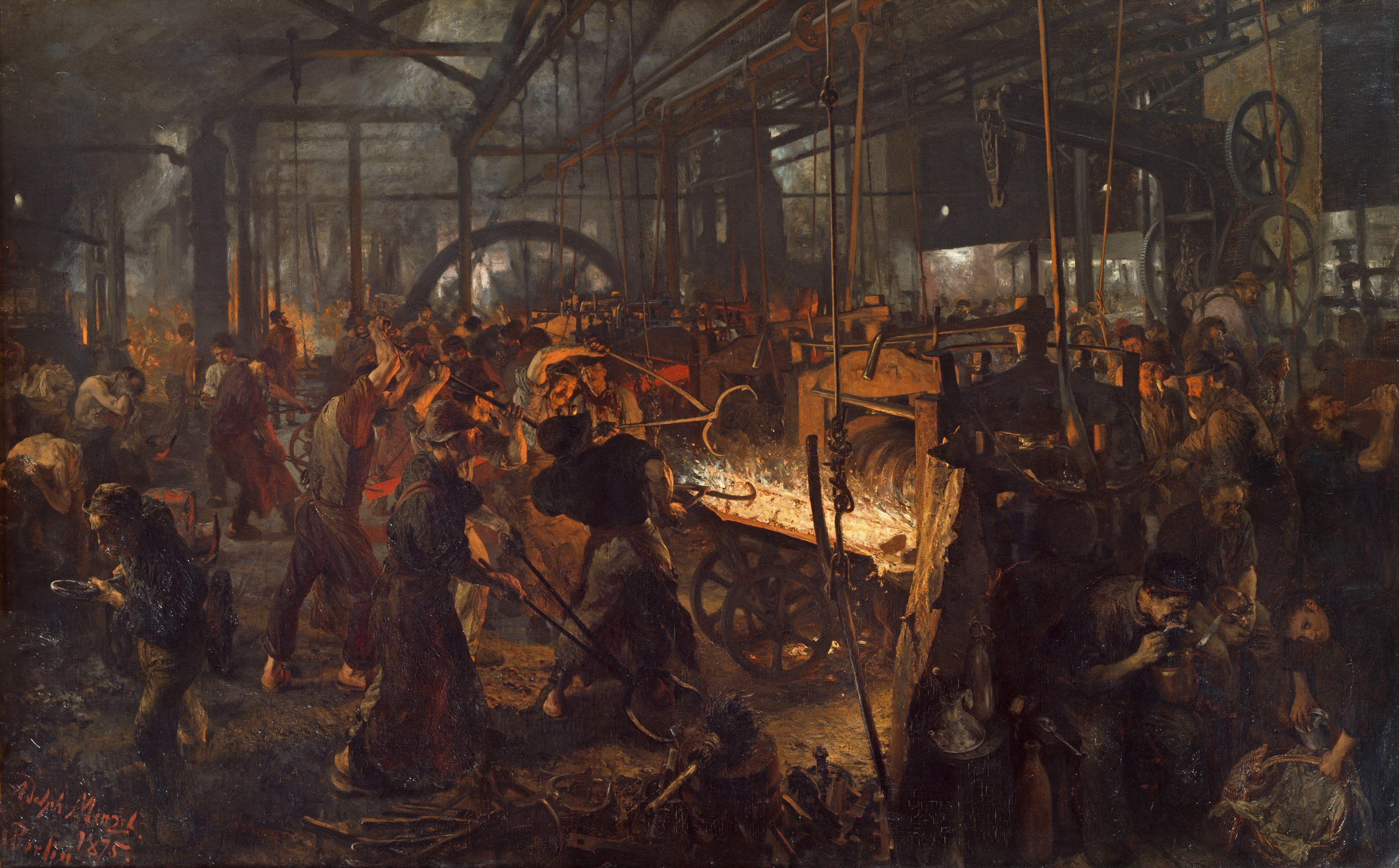
Metalurgia (1875)

Metalurgia  é a ciência que estuda e gerencia os metais desde sua extração do subsolo até sua transformação em produtos adequados ao uso.
Metalurgia designa um conjunto de procedimentos e técnicas para extração, fabricação, fundição e tratamento dos metais e suas ligas.
Desde muito cedo, o homem aproveitou os metais para fabricar utensílios, materiais como o cobre, o chumbo, o bronze, o ferro, o ouro e a prata tiveram amplo uso na antiguidade.
Os primeiros altos-fornos apareceram no século XIII. A indústria metalúrgica teve novo impulso no século XVIII com a revolução industrial.

## História da metalurgia
Com o domínio do fogo, surgia a possibilidade da metalurgia. Com exceção do ouro e, eventualmente, da prata, do cobre, da platina e do mercúrio, todos os metais praticamente existem na natureza apenas na forma de minérios, isto é, combinados com outros elementos químicos e na forma oxidada, e para extraí-lo e "purificá-lo" (isso significa separar o metal da sua combinação inicial e transformar este em substância simples, ou seja, reduzir seu nox a zero) podemos ter como auxílio o processo de oxirredução (eletrólise industrial).
A palavra "metal" vem do grego e significa "procurar, sondar". O ouro compõe 1/200 000 000 da crosta terrestre, e é um dos metais mais raros. Mas provavelmente foi o primeiro metal a ser descoberto, exatamente por existir quase sempre em forma de pepita, cuja cor é um amarelo bonito e que chama a atenção. Era extremamente pesado, podia ser usado como ornamento por ser brilhante e podia ser moldado nas mais variadas formas, pois não era muito duro. Além disso, era permanente, uma vez que não oxidava nem deteriorava.
É provável que o ser humano tenha iniciado seu trabalho com o ouro há mais de dez mil anos. O ouro e, até certo ponto, a prata e o cobre eram valiosos devido à sua beleza e raridade e tornaram-se um meio de troca e uma ótima maneira de se armazenar riquezas. Por volta de 640 a.C, os lídios da Ásia Menor inventaram as moedas, pedaços de liga de ouro e prata com peso determinado, cunhados com um brasão do governo para garantir sua autenticidade.
Provavelmente, a primeira produção de metal foi obtida acidentalmente, ao se colocar certos minérios de estanho ou de chumbo numa fogueira. O calor de uma fogueira (cerca de 200 °C) e o carvão são suficientes para derreter e purificar estes minérios, produzindo um pouco de metal. Depois, o estanho e chumbo também podem ser derretidos e moldados numa fogueira comum.
As primeiras contas de chumbo conhecidas atualmente foram encontradas em Çatalhüyük, na Anatólia (atual Turquia), tendo sido datadas de 6500 a.C. Não está claro sobre quando os primeiros artefatos de estanho foram moldados, pois este é um metal muito mais raro que o chumbo. Os primeiros moldes de estanho poderiam ter sido também reutilizados mais tarde em misturas com outros metais e, assim, terem-se perdido seus registros.
Embora o chumbo seja um metal relativamente comum, é muito macio para ter grande utilidade, de modo que o início da metalurgia do chumbo não teve impacto significativo no mundo antigo. Para servir como ferramenta, outro metal mais duro era necessário e, assim, surgiu o uso do cobre.
A primeira evidência referente à metalurgia humana data do quinto e sexto milênio antes da Era Cristã e foi encontrada nos sítios arqueológicos de Majdanpek, Yarmovac e Plocnik, na Sérvia. Estes exemplos incluem um machado de cobre de 5.500 a.C., que pertencia à cultura Vincha. Outros sinais de metalurgia humana do 5º milénio a.C. foram encontrados num sitio arqueológico do Neolitico (Almeria, sul de Espanha) e a partir do terceiro milênio a.C. em lugares como Palmela (Portugal), Cortes de Navarra (Espanha), e Stonehenge (Reino Unido). No entanto, como muitas vezes acontece com estudos pré-históricos, os marcos iniciais não podem ser claramente definidos e novas descobertas são contínuas e permanentes.

## O cobre

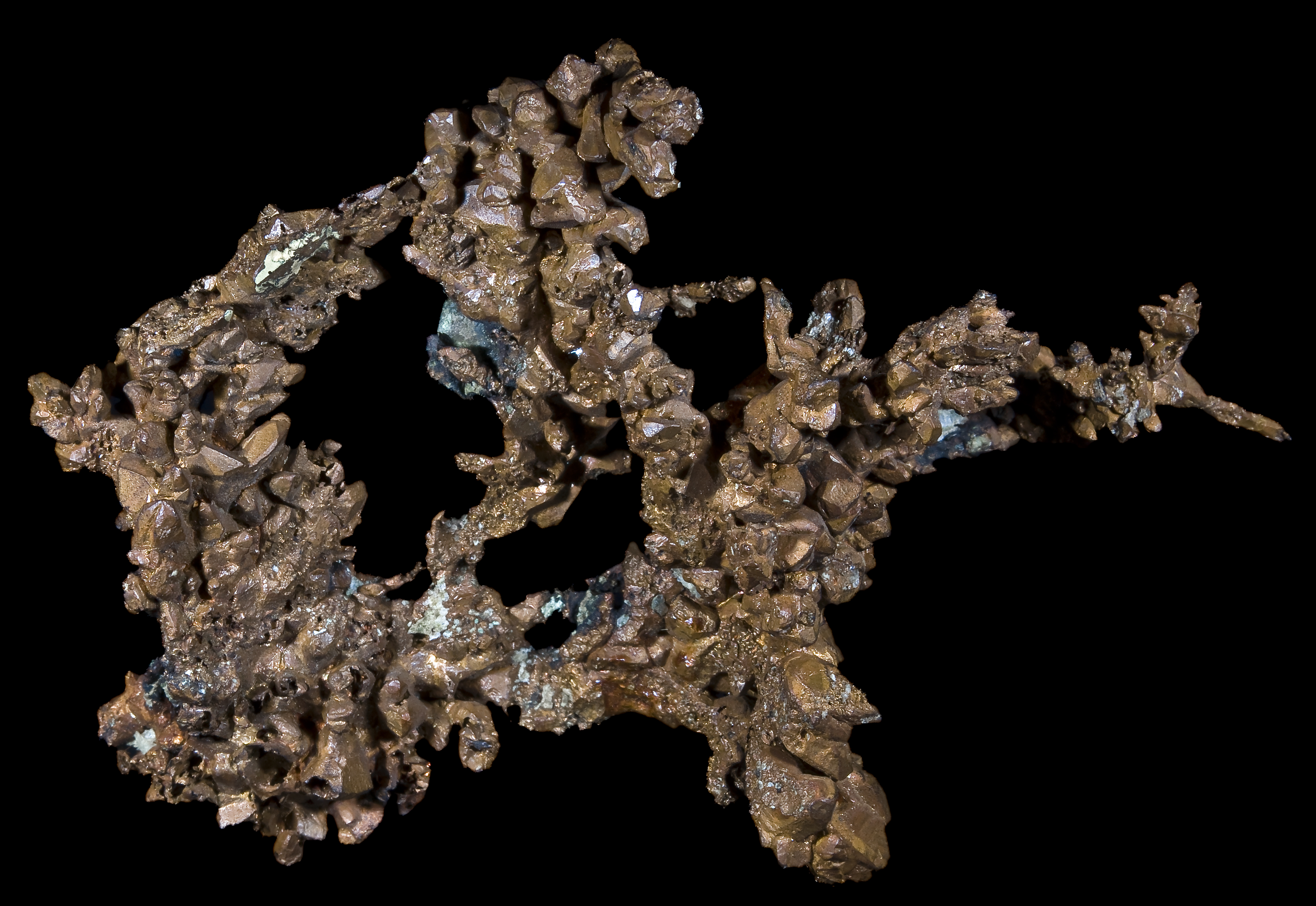
Cobre

Produção de metais no Antigo Oriente Médio

O período calcolítico, ou Idade do Cobre, fica entre a idade da pedra polida, ou neolítico, e a idade do bronze.
O cobre nativo era conhecido por algumas das mais antigas civilizações que se tem notícia e tem sido utilizado pelo menos há dez mil anos - onde atualmente é o norte do Iraque foi encontrado um colar de cobre de 8.700 a.C. Porém, o descobrimento acidental do metal pode ter ocorrido há vários milênios .
Havia alguns argumentos de que o cobre seria o primeiro metal a ter sido obtido acidentalmente em fogueiras, mas isso parece improvável, uma vez que fogueiras não são quentes o suficiente para derreter minérios de cobre nem cobre metálico. Um caminho mais provável pode ter sido através dos fornos de cerâmica, inventados na Pérsia (Irã) por volta de 6000 a.C. Fornos de cerâmicas, além de, logicamente, produzirem cerâmica, também podiam derreter certos quartzos de diferentes cores para vitrificar e tornar vasos de cerâmica coloridos; acontece que a malaquita (um minério de cobre oxidado) é uma pedra verde colorida, e um oleiro que tentasse produzir algum vidro com malaquita acabaria obtendo cobre metálico. Assim pode ter iniciado a metalurgia do cobre.
O primeiro artefato de cobre moldado conhecido é a cabeça de um martelo encontrada em Can Hasan, Turquia Central, sendo datado de 5000 a.C.
Embora na época fosse um metal raro, indícios apontam que o cobre foi utilizado no leste da Anatólia em 6500 a.C. em Alaca, necrópole pré-hititas. Em diversos sítios daquela região existem objetos que representam touros e cervos do metal. Também foram encontradas obras de joalheria e ourivesaria, que se presumem ter a mesma datação.
Em 3500 a.C aproximadamente, acredita-se que tenha havido um rápido desenvolvimento da metalurgia na região da Mesopotâmia - e que este pode ter proporcionado o crescimento tecnológico daquela região.
Existem indícios em diversos sítios que em aproximadamente 3000 a.C, utensílios de cobre se disseminaram pelo Oriente Médio chegando a atingir culturas neolíticas na região da Europa.
Na Espanha, França e Hungria, regiões em que o cobre é abundante, as tribos nômades faziam usos de objetos daquele metal, difundindo-o pela região.
O cobre gerou algum impacto no mundo antigo, pois produzia boas armas e armaduras razoáveis, mas ainda era muito macio para produzir ferramentas de corte úteis. Consequentemente, a metalurgia do cobre não substituiu a manufatura de armas e ferramentas de pedra, que ainda produziam lâminas superiores.

## Bronze

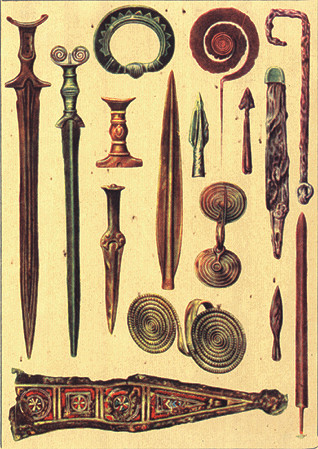
Armas e ornamentos de bronze

O bronze é uma liga de cobre com um metaloide chamado arsênio ou de cobre com o metal estanho. A adição de arsênio ou de estanho no cobre aumentou dramaticamente sua dureza, produzindo armas e armaduras excelentes. O conhecimento da metalurgia do bronze permitiu aos reis superar seus inimigos e causou tal revolução que marcou o fim da Idade da Pedra e o começo da Idade do Bronze. Entretanto, passaram-se milênios até que o bronze pudesse ser usado por soldados comuns e por cidadãos, tendo sido, por muito tempo, artigo de luxo da nobreza.
Os primeiros bronzes de cobre/arsênio foram usados por muito tempo até serem substituídos pelos bronzes modernos de cobre/estanho por volta de 1500 a.C Não se sabe ao certo se os ferreiros que produziam bronze de cobre/arsênio adicionavam conscientemente minérios de arsênio ou se exploravam minas de cobre que continham arsênio como contaminante.
Os primeiros bronzes de cobre/estanho datam de 3200 a.C., novamente da Ásia Menor. Os bronzes de cobre/estanho são mais duros e duráveis que os de cobre/arsênio e, além disso, o trabalho com arsênio não é seguro, uma vez que o arsênio é um elemento venenoso, podendo ter sido o primeiro “mal industrial” a atormentar o homem. Tudo isso contribuiu para tornar obsoleto o bronze de cobre/arsênio.
Como os ferreiros aprenderam a produzir bronze com cobre e estanho também é um mistério. Tal conhecimento provavelmente surgiu por um feliz acidente: pela contaminação de estanho em minérios de cobre, embora, por volta de 2000 a.C, saibamos que o estanho já era minerado para a produção de bronze. Isto é surpreendente, visto que o estanho é um metal semirraro, e mesmo um minério rico em estanho como a cassiterita contém somente 5% dele. Igualmente, a cassiterita perece uma rocha comum, sendo necessário habilidades especiais (ou instrumentos especiais) para encontrá-la. Mas, quaisquer tenham sido os passos para se aprender sobre o estanho, ele já era bem compreendido em 2000 a.C.
Entre as mais notáveis relíquias da Idade do Bronze estão as escrituras épicas Ilíada e Odisseia, nas quais os guerreiros lutavam com armaduras de bronze e com lanças cujas pontas eram de bronze.
O minério de cobre não é comum, e as civilizações que usaram o bronze intensamente descobriram ter exaurido o suprimento local, tendo que importar grandes quantidades de outros países. O minério de estanho era ainda pior. O cobre já não é um componente comum da crosta terrestre, mas o estanho o é menos ainda. Aliás, o estanho é quinze vezes mais raro que o cobre. Isso queria dizer que pelo ano 2500 a.C., tempo em que ainda se encontrava o cobre em vários locais do Oriente Médio, o suprimento local de estanho parecia ter-se exaurido completamente.
Foi a primeira vez na história que os homens enfrentaram o esgotamento de um recurso natural; não apenas um esgotamento temporário, como o do alimento em tempos de seca, mas sim permanente. As minas de estanho esvaziaram-se e nunca mais tornariam a se encher.

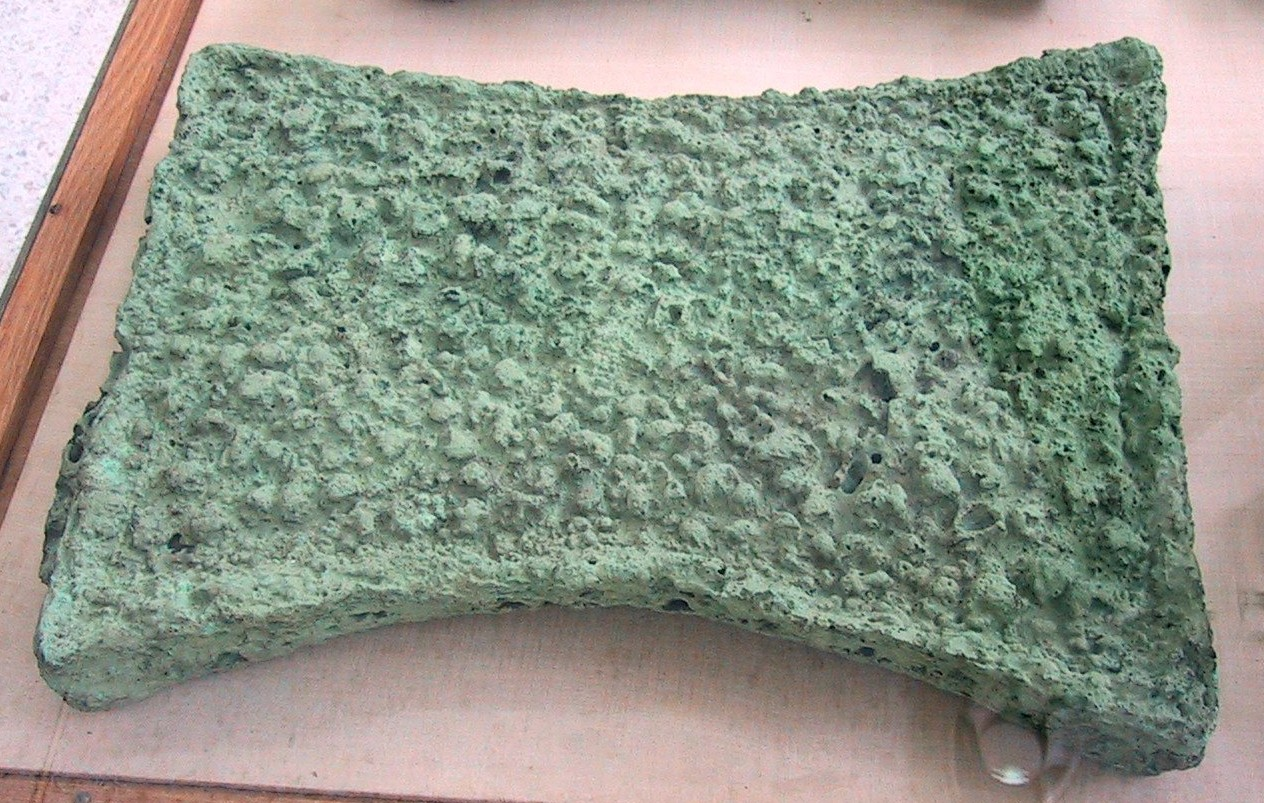
Lingote de cobre encontrado em Creta

A menos que o ser humano pretendesse se ajeitar com o bronze existente, novos suprimentos de estanho teriam que ser encontrados em algum lugar. A busca continuou por áreas cada vez mais amplas e, por volta de 1000 a.C, os navegadores fenícios ultrapassavam a região Mediterrânea e talvez já chegassem a regiões tão distantes quanto Índia, África e Europa.
Porém, nesse ínterim, desenvolvera-se uma técnica de obtenção do ferro a partir de seus minérios em 1300 a.C, na Ásia Menor. O ferro era de purificação mais difícil. Exigia uma temperatura mais alta, e a técnica da utilização do carvão vegetal para esse propósito levou algum tempo para se desenvolver.
Alguns afirmam que a Idade do Bronze começa no período calcolítico, porém a liga nesta época era pouco utilizada. A divisão do período ainda é polêmica, isto ocorre devido à diversidade cultural dos povos das mais diversas regiões.
A forma encontrada para minimizar a polêmica foi dividindo a Idade (Período) do Bronze em três períodos: Idade (Período) do bronze antigo, (Período) Idade do bronze média e Idade (Período) do bronze recente.

### Idade (Período) do bronze antigo
- Idade ou período do bronze antigo: Nas culturas da região do mar Egeu foram encontrados sítios contendo vasos e joalheria de ouro, prata, bronze e estanho datadas torno de 2500 a.C. Na região de Creta e nas Cíclades, a época chamada de período do bronze antigo se inicia em 2700 a.C. e termina em 2100 a.C. Na região continental o período do bronze antigo se inicia em 2500 a.C. indo até 1900 a.C.

### Idade (Período) do bronze média
- Idade ou período do bronze médio, se inicia em aproximadamente 2700 a.C. na região de Creta e em 2000 a.C. na região continental, indo até 1600 a.C em ambas. Nesta época a metalurgia teve predominância de vasos, peças de arte, e utensílios. As armas apresentavam grandes dimensões.

### Idade (Período) do bronze recente
- Idade ou período do bronze recente, se iniciou em 1600 a.C, se estendendo até 1200 a.C, nos sítios foram encontradas armas de formas e tamanhos diversos, além de objetos de arte e utensílios.

Outra liga metálica importante surgida no período entre 1600 e 600 a.C é uma mistura de cobre e zinco, chamada latão. Esta foi utilizada mais recentemente pelos Roma na cunhagem de moedas. Polido, e dependendo de sua composição, o latão tem coloração praticamente idêntica à certas ligas de ouro-prata, diferindo apenas em sua massa.

## Ferro

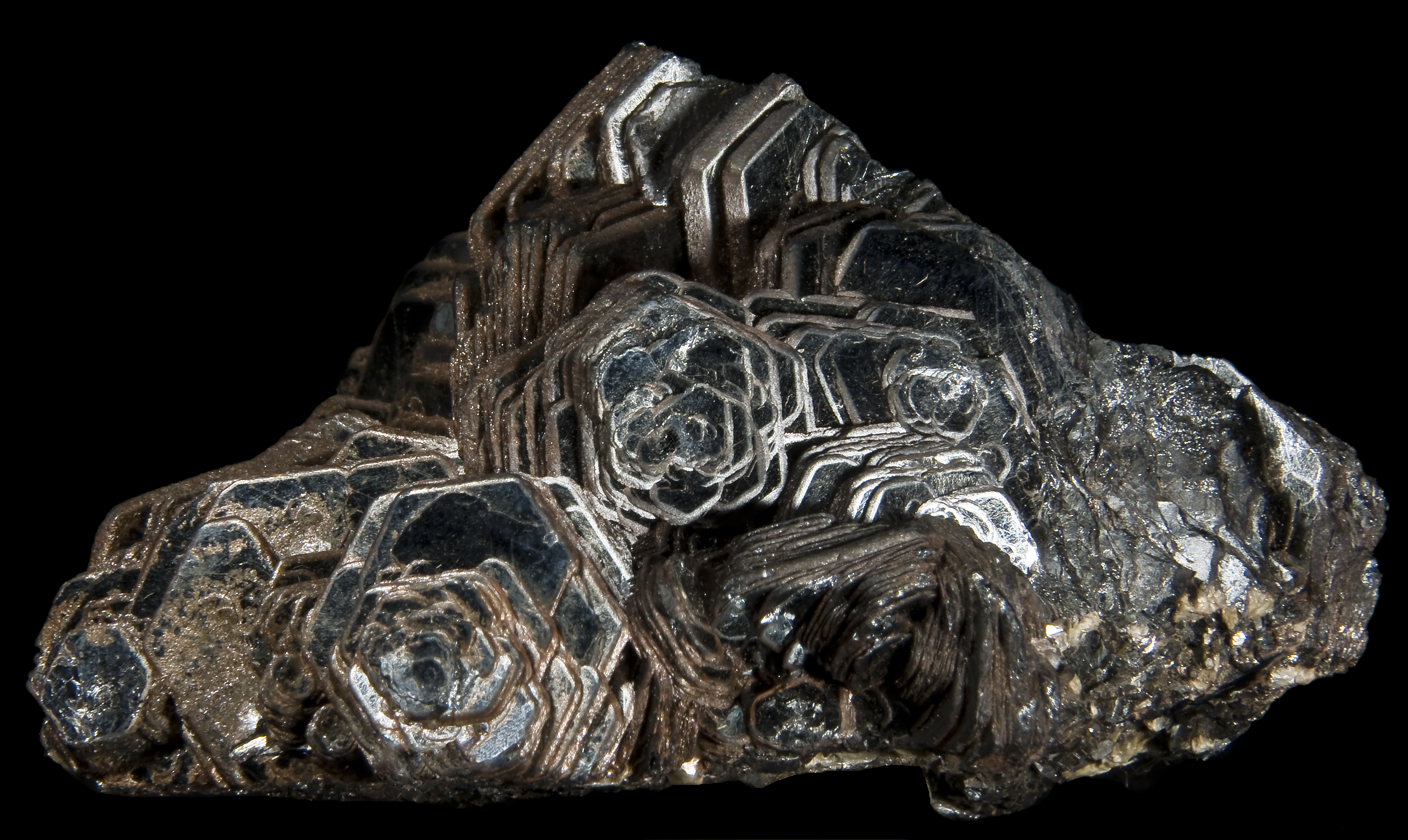
Hematita

Como a maioria de metais, o ferro não é encontrado na crosta terrestre em seu estado elementar, e sim combinado com o oxigênio ou com o enxofre. Seus minérios mais comuns são a hematita (Fe2O3) e a pirita (FeS2). O ferro funde à temperatura de 1370°C e, em estado puro, é um metal relativamente macio.
Encontra maior utilidade em ferramentas na forma de aço, uma liga de ferro com carbono variando entre 0,02 e 1,7%. Quando fundido na presença de carbono, o ferro dissolve, ao contrário do cobre, consideráveis quantidades de carbono, às vezes chegando a 6%. Tal quantidade de carbono no ferro torna-o quebradiço, e tais ligas não podem mais ser chamadas de aço.
A extração de ferro de seus minérios ocorre com a ligação das impurezas (oxigênio ou enxofre) com o carbono. Como a própria taxa de oxidação aumenta rapidamente além do 800 °C, é importante que a fundição ocorra em um ambiente com pouco oxigênio.

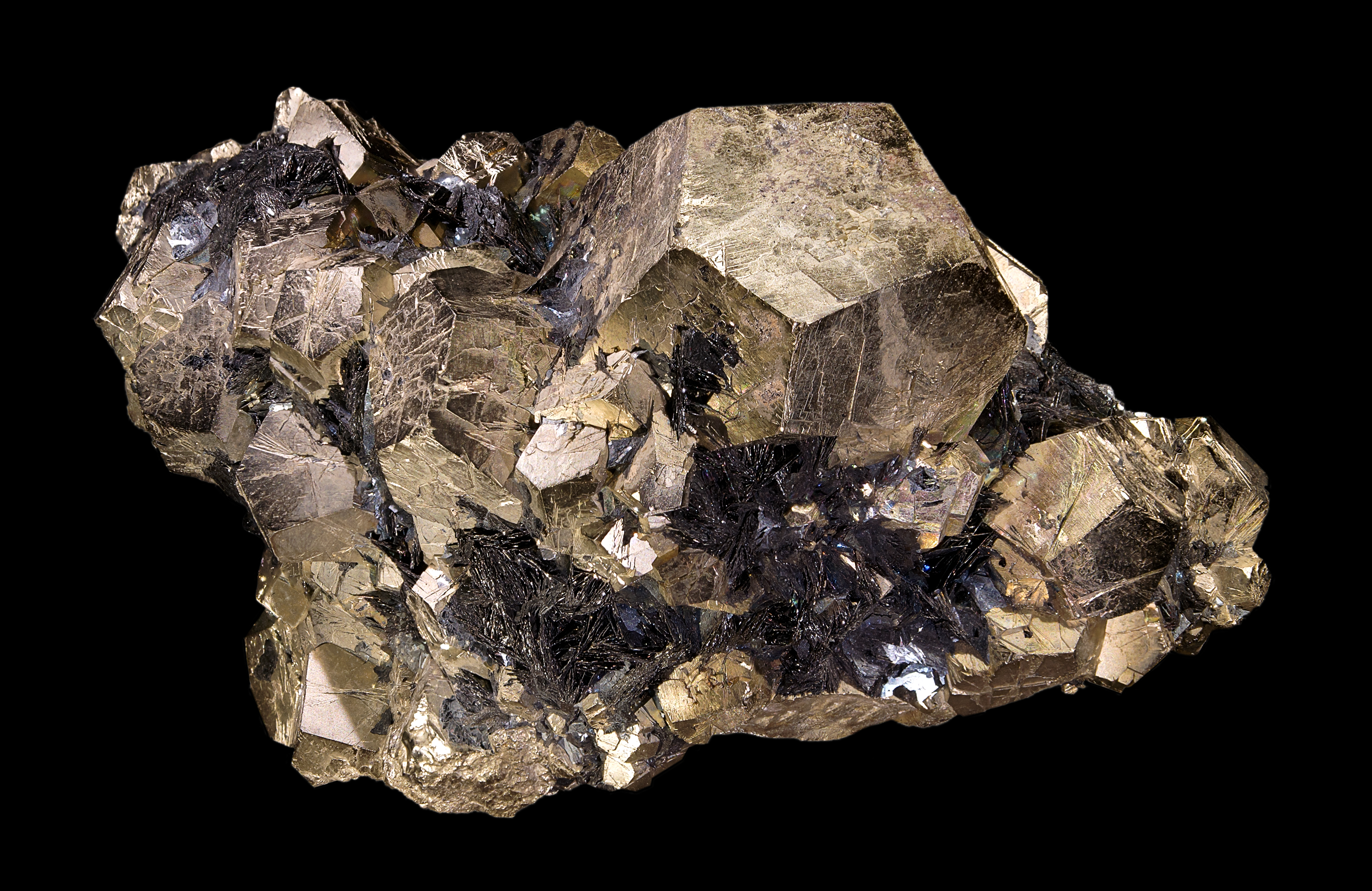
Um aglomerado de cristais de pirita, 12 cm

O artefato de ferro mais antigo do mundo é um instrumento de quatro lados datado de aproximadamente 5000 a.C. Foi encontrado numa sepultura de Samarra, norte do Iraque. Apenas outros treze objetos de ferro são mais antigos que 3000 a.C., todos encontrados em três sítios do Oriente Médio: três esferas pequenas foram encontradas no nível de habitações em Tepe Sialque, norte do Irã, datado de 4600-4100 a.C., nove contas foram encontradas nas sepulturas de Gerzé (cemitério do período pré-dinástico), Egito, datado de 3500-3100 a.C. e um anel aproximadamente desta mesma idade foi encontrado numa sepultura de Armante, também no Egito.
A produção deste do ferro poderia, entretanto, ter-se iniciado antes destas datas, uma vez que a má conservação das peças de ferro supõe que outras mais antigas, que poderiam ter existido, não teriam chegado ao nosso tempo. Com o tempo, o ferro se transforma em ferrugem e acaba se desfazendo em pó.
Entre 3000 a.C. e 2000 a.C. crescente números de objetos de ferro forjado (distinto do ferro meteórico pela falta de níquel) surge na Ásia Menor, Egito e Mesopotâmia.
Na Ásia Menor, ocasionalmente usava-se ferro forjado para armas ornamentais: um punhal com lâmina de ferro e cabo de bronze foi recuperado de um túmulo hático de 2500 a.C. O rei egípcio Tutancâmon, que morreu em 1323 a.C., foi enterrado com um punhal de ferro com cabo de ouro. Em Ugarit, antiga cidade na atual Síria, recuperou-se uma antiga espada egípcia com o nome do faraó Merneptá (que reinou de 1213 a.C. a 1203 a.C.), assim como um machado de batalha com lâmina de ferro e cabo de bronze decorado de ouro. Sabe-se que os antigos hititas trocaram ferro por prata (o ferro valia 40 vezes mais que a prata) com a Assíria.
Mas o ferro não substituiu o bronze como principal metal usado para armas e ferramentas, apesar de algumas tentativas. A metalurgia do ferro exigia mais combustível e trabalho que a metalurgia do bronze, e a qualidade do ferro produzida pelos primeiros ferreiro pode ter sido inferior ao do bronze como material para ferramentas. Porém, entre 1200 e 1000 a.C, ferramentas e armas de ferro substituíram as de bronze em todo Oriente Médio. Este processo parece ter começado no império Hitita em torno de 1300 a.C, ou talvez no Chipre e sul da Grécia, onde artefatos de ferro dominam o registro arqueológico após 1050 a.C. Por volta de 900 a.C, a Mesopotâmia estava totalmente na Idade do Ferro, e a Europa Central por volta de 800 a.C A razão para esta adoção repentina do ferro permanece um tópico do debate entre arqueólogos. Uma teoria proeminente é que as guerras e as maciças migrações que se iniciaram ao redor 1200 a.C teriam interrompido o comércio regional de estanho, forçando a mudança do bronze para o ferro. O Egito, entretanto, não experimentou uma transição tão rápida do bronze ao ferro: embora os metalúrgicos egípcios produzissem artefatos de ferro, o bronze continuou difundido até após sua conquista pela Assíria, em 663 a.C.

### Produção de ferro na Antiguidade
Para todos nós, a ideia da metalurgia do ferro está associada à imagem das grandes usinas siderúrgicas modernas, nas quais o gigantismo parece ser um atributo indispensável. No entanto, o ferro e mesmo o aço se fabricam desde remota antiguidade, devendo portanto existir, necessariamente, meios mais fáceis para sua obtenção.

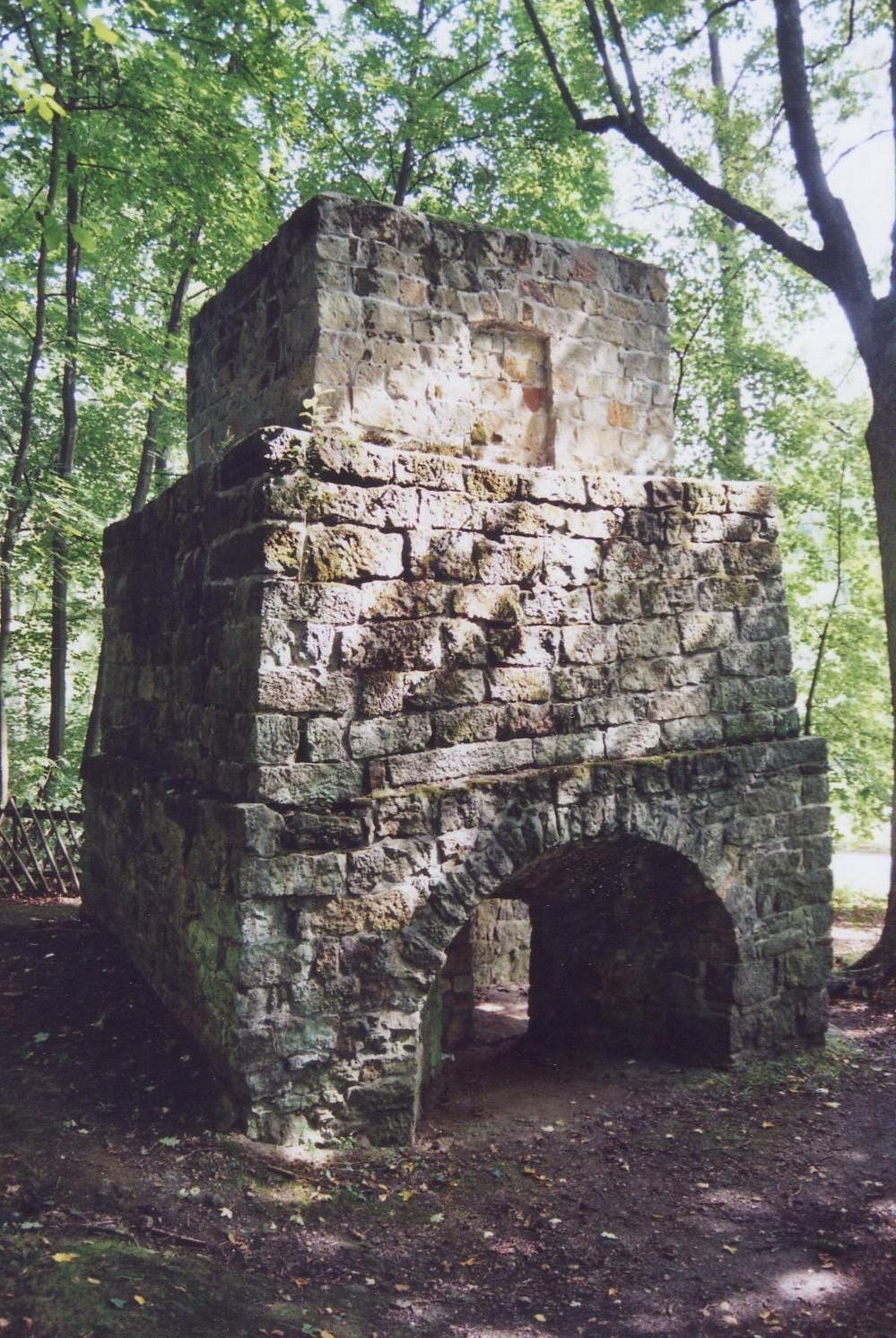
Forno antigo (1700)

De fato, é muito fácil obter-se ferro metálico, especialmente a partir de um mineral chamado limonita. De 700°C em diante, o minério já começa a derreter. Os primeiros fornos para produção de ferro eram de barro, com uma abertura na parte superior para a fumaça sair e outra na parte inferior, para o ar entrar; enche-se o forno com camadas alternadas de lenha e minério de ferro. Se a combustão ocorrer a contento, você tem a probabilidade de obter uma certa quantidade de ferro. Esse ferro também é chamado de lupa, não chega a fundir-se completamente e se apresenta sob a forma de umas bolas, com porções de minério aderidas, que são separadas depois, aquecendo o material novamente ao rubro e forjando-as com o malho. Os pedaços de minério que ainda se encontram relativamente puros são quebradiços e se desprendem enquanto a massa de ferro metálico, que é maleável se torna, pela forjadura, compacta e coerente.
O ferro forjado pode ser carburado. A carburação serve para transformar o ferro, que é macio, num aço mais duro. A carburação é feita mantendo-se o ferro forjado em brasas de carvão por algum tempo. No início da Idade do Ferro, os ferreiros já tinham descoberto que o ferro repetidamente reforjado e carburado produzia um metal de melhor qualidade. A têmpera por resfriamento do aço também já era conhecida naquela época. O aço temperado mais antigo é uma faca de aço encontrada no Chipre e datada de 1000 a.C
O ferro produzido a partir do minério, porém, às vezes era satisfatoriamente duro e resistente. Isso não ocorria sempre, mas com frequência suficiente para que os metalúrgicos labutassem na refinação do ferro. Acabou-se descobrindo que a adição do carvão vegetal ao ferro em quantidade adequada o endurecia. Produzia o que hoje chamamos de “superfície de aço”.
Em 900 a.C, os siderúrgicos aprenderam a fazer isso propositadamente, e a Idade do Ferro começou. Repentinamente, a escassez do cobre e do estanho não tinha mais importância.
Este é um exemplo de como os homens têm lidado com o esgotamento de recursos no curso da história. Em primeiro lugar, intensificaram a busca de novas provisões e, em segundo, encontraram substitutos. Esse foi o método de obtenção de ferro na antiguidade e, possivelmente, também na pré-história.

### Produção de ferro na Idade Média
Na Alta Idade Média, o processo siderúrgico corrente era o da forja catalã, que consiste num pequeno forno dentro do qual se coloca o minério junto com carvão de madeira, insuflando-se ar por meio de um fole, movido a braço ou mediante força animal. O êxito melhor que no processo da anterior, com fornos de lupa, pois o ar é soprado para dentro do forno e a combustão alcança maiores temperaturas. Mas também na forja catalã o ferro não chega a derreter completamente.

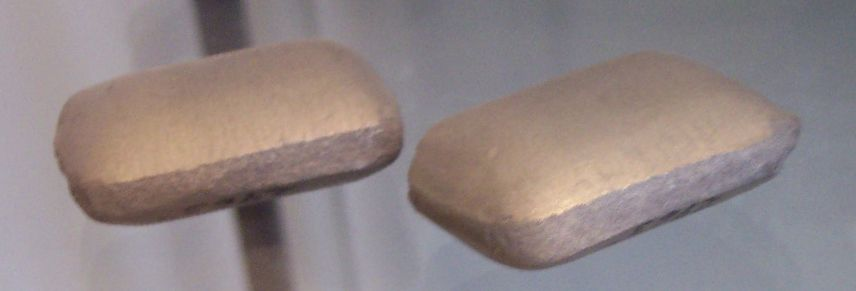
Barras de níquel

Durante todos esses milênios e até passado relativamente recente, a siderurgia foi, por excelência, uma atividade florestal. Praticava-se nas florestas, em um número de pequenos estabelecimentos, condicionados pela fácil obtenção de combustível (madeira). Tais estabelecimentos tinham caráter itinerante, pois acompanhavam a retração da floresta, à medida que esta ia sendo destruída. Também no Brasil, notadamente em Minas Gerais, a siderurgia propiciou em forjas semelhantes, que tiveram grande parte da responsabilidade no desflorestamento daquela região
Através da história, desde a descoberta da metalurgia, a utilização do metal tem aumentado, e de forma acelerada. Descobriram-se novos métodos de fabricação do aço no século XIX, e os metais desconhecidos aos antigos, como o cobalto, o níquel, o vanádio, o nióbio e o tungstênio, foram utilizados em combinação com o aço, formando ligas de metal de dureza e propriedades inusitadas. Desenvolveram-se métodos de obtenção do alumínio, do magnésio e do titânio, metais que têm sido usados para construções em grande escala.

### Metalurgia do ferro na Índia

Coluna de ferro na Índia

Talvez já em 300 a.C, e certamente por volta de 200 a.C, aço da alta qualidade estivesse sendo produzido no sul da Índia através de uma técnica que, mais tarde, seria chamada “aço de crisol” pelos europeus. Nesta técnica, ferro de alta pureza, carvão e eram misturados em um crisol e aquecidos até que o ferro derretesse e absorvesse o carbono. Uma das evidência mais antigas de metalurgia do ferro foi encontrada na área de Samanalawewa, em Sri Lanka, onde milhares de sítios foram encontrados (Juleff, 1996).
De modo surpreendente e intrigando os cientistas, encontra-se em Nova Deli, Índia, a enorme coluna de ferro de Qtar Al-Minar, fabricada por hindus há 2,5 mil anos e que pouco enferrujou. A técnica empregada para a obtenção de ferro com tal resistência à corrosão ainda é matéria de debate.

### Metalurgia do ferro na China
Arqueólogos e historiadores debatem se a metalurgia do ferro baseada nos fornos de lupa jamais difundiu-se do Oriente Médio à China. Ao redor 500 a.C, entretanto, metalúrgicos no estado de Wu, leste da China, desenvolveram uma tecnologia de fundição do ferro que não seria praticada na Europa até épocas medievais tardias. Em Wu, os fornos de ferro chegavam a temperaturas de 1130°C, quente o bastante para serem considerados altos-fornos. A esta temperatura, o ferro combina-se com 4.3% de carbono e derrete. Como um líquido, o ferro pode ser posto em moldes, um método muito mais trabalhoso que o forjamento individual cada peça de ferro a partir de uma lupa.
Moldes de ferro são frágeis e impróprios para ferramentas de choque. Pode, entretanto, ser decarborizado a aço ou ferro forjado aquecendo-se por vários dias. Na China, estes métodos de fundição de ferro difundiram-se para o sul e norte, e, por 300 a.C, o ferro eram o material preferido em toda China para a maioria das ferramentas e armas. Uma cova coletiva encontrada na província de Hebei(nordeste da China), datada do terceiro século antes de Cristo, contém diversos soldados enterrados com suas armas e outros equipamentos. Os artefatos recuperados desta cova são feitos de vários tipos de ferro forjado e moldado, de aço temperado, com apenas alguma armas, provavelmente ornamentais, de bronze.
Durante a dinastia Han (202 a.C.-220 a.C.), a metalurgia chinesa de ferro chegou a uma escala e uma sofisticação não alcançadas no Ocidente até o século XVIII. No primeiro século, o governo Han estabeleceu a metalurgia do ferro como monopólio estatal e construiu uma série de grandes alto-fornos na província de Henan, cada um capaz de produzir diversas toneladas do ferro por dia. Por esta época, os metalúrgicos chineses descobriram como produzir ferro forjado a partir de ferro gusa, movimentando-o derretido em contato com o ar até perder a maior parte de seu carbono.
Durante a mesma época, os metalúrgicos chineses descobriram que ferro forjado e ferro fundido poderiam ser derretidos e misturados, resultando numa liga com conteúdo intermediário de carbono, isto é, o aço. De acordo com a lenda, a espada de Liu Bang, o primeiro imperador do período Han, fora feita desta forma. Alguns textos da era mencionam “harmonizar o duro e o macio”, no contexto da metalurgia do ferro.

## Para onde apontam as pesquisas
As pesquisas apontam que o período onde a idade do bronze de fato se firmou tecnologicamente foi entre 4000 a.C e 2000 a.C (independentemente das polêmicas). Uma pista importante sobre a disseminação da metalurgia foi encontrada no norte da Síria, numa localidade chamada Ugarit. Consta que foram encontrados utensílios diversos de bronze datados em torno de 3000 a.C

### Biblos
Sabe-se também que Biblos era um porto de influência egípcia que se localizava na região da costa fenícia em torno de 2000 a.C Foram encontrados naquela região alguns sítios contendo túmulos cujos interiores continham punhais, facas e harpas de bronze, além de vasos de prata. Estas descobertas provaram haver adiantado estado tecnológico da metalurgia naquela região.

### Escandinávia e Alemanha
Peças de bronze datadas de 1500 a.C a 1200 a.C foram encontradas nas regiões da Escandinávia e da Alemanha, estes objetos eram pulseiras e espadas, além de outros utensílios trabalhados artisticamente. Muitas peças encontradas nas mais diversas regiões da Europa tinham o formato de cisnes, e espirais que aparentemente representavam serpentes.

### Oriente Médio
O Oriente Médio, supõem os historiadores, foi o berço da metalurgia primitiva, pois foi nesta região onde se encontraram os indícios mais antigos sobre esta atividade humana. Utensílios de ferro datados em torno de 1200 a.C foram encontrados em diversos sítios.

### Roma
Roma teve papel importante no desenvolvimento das tecnologias de fundição e extração dos metais. A prata e o ouro puros ou em liga, por exemplo, em torno do século V a.C., passaram a ser utilizados pelos romanos em adornos e utensílios. A metalurgia era usada para esculpir mulheres nuas, o que era uma forma de arte da época.

## Indústria metalúrgica
A indústria metalúrgica básica compreende cinco grupos de atividades: produção de ferro gusa e de ferroligas; siderurgia; fabricação de tubos, exceto em siderúrgicas; metalurgia de metais não ferrosos e fundição.
No Estado de São Paulo, nota-se a predominância das empresas ligadas à metalurgia de metais não ferrosos, que respondem por 65,01% do produto dessa atividade, segmento consideravelmente mais forte que a fabricação de produtos siderúrgicos (19,2%), e a fabricação de tubos (15,8%).
No que se refere ao comércio exterior, estudo feito recentemente pela International Trade Commission comprova que o baixo preço do aço brasileiro é um fator de competitividade. O Brasil pode ser considerado o país com menor custo médio de produção de aço no mundo, de acordo com dados comparativos da Companhia Siderúrgica Nacional (CSN). O fato é justificado pela abundância de minério de ferro no país.
As siderúrgicas nacionais também têm poder sobre um dos principais componentes do preço do minério de ferro, que é o frete ferroviário. Muitas empresas têm participação nas ferrovias, o que barateia o escoamento do produto. A pesquisa revelou também que as empresas brasileiras, por conta das privatizações e dos pesados investimentos em tecnologia, têm condições de concorrer com as empresas norte-americanas.